# 亨内平县
亨内平县（英語：Hennepin County）是位于美国明尼蘇達州东部的一个县，面積1,571平方公里。根據2020年美國人口普查數字，共有人口128萬1,565人。县治明尼阿波利斯。該縣成立於1852年3月6日，縣名來自17世紀的法国探險家路易斯·亨内平神父。

## 城市
- 明尼阿波利斯（縣治）
- 布魯明頓
- 布魯克林帕克
- 普利茅斯
- 梅普爾格羅夫
- 伊甸草原
- 明尼湯卡
- 聖路易斯帕克
- 伊代納
- 里奇菲爾德
- 布魯克林森特
- 錢普林
- 克里斯托
- 戈爾登瓦利
- 紐霍普